# Elle n'en pense pas un mot
Elle n'en pense pas un mot — The Franchise Affair dans l'édition originale britannique — est un roman policier britannique de Josephine Tey publié en 1948. C'est le troisième roman de la série mettant en scène le personnage de l'inspecteur Alan Grant.

## Résumé
L'inspecteur Grant est dépêché par Scotland Yard à Milford pour aider la police locale à démêler une sombre histoire de kidnapping. Marion Sharpe et sa mère sont accusées d'avoir enlevé et battu Betty Kane, une orpheline de guerre de 16 ans. Pour assumer leur défense, les Sharpe font bientôt appel à l'avocat Robert Blair qui, bien qu'étranger d'ordinaire aux affaires criminelles, accepte de leur venir en aide, ce qui ne va pas sans causer quelques frictions avec la police pendant l'enquête et le procès.

## Particularités du roman
Bien que se déroulant juste après la Seconde Guerre mondiale, le récit trouve sa source d'inspiration dans l'affaire Elizabeth Canning, une véritable énigme criminelle du milieu du XVIIIe siècle. Elizabeth Canning, une servante, aurait été enlevée et retenue contre son gré dans un grenier à foin, avant de s'en échapper après environ un mois de captivité. Des personnes soupçonnées d'être ses agresseurs sont alors jugées et reconnues coupables, mais ensuite libérées à la lumière d'éléments nouveaux. Elizabeth Canning, reconnue coupable de parjure, est condamnée à la déportation pénale.  L'écrivain Arthur Machen relate cette affaire The Canning Wonder (1925).
Dans le roman de Josephine Tey, l'inspecteur Grant est présent surtout au début du récit qui est ensuite surtout centré sur l'avocat Robert Blair.

## Honneurs
Elle n’en pense pas un mot occupe la 11e place au classement des cent meilleurs romans policiers de tous les temps établi en 1990 par la Crime Writers' Association.
Elle n’en pense pas un mot occupe également la 81e place au classement américain des cent meilleurs livres policiers établi en 1995 par l'association des Mystery Writers of America.

## Éditions
Édition originale en anglais
- (en) Josephine Tey, The Franchise Affair, Londres, Peter Davies, 1948 — Édition britannique

Éditions françaises
- (fr) Josephine Tey (auteur) et Germaine Lalande (traducteur), Elle n'en pense pas un mot [« The Franchise Affair »], Genève, Ditis, coll. « Détective-club-Suisse no 51 », 1949, 223 p.
- (fr) Josephine Tey (auteur) et Germaine Lalande (traducteur), Elle n'en pense pas un mot [« The Franchise Affair »], Paris, Ditis, coll. « Détective-club-France no 20 », 1949, 223 p. (BNF 32404687)
- (fr) Josephine Tey (auteur) et Germaine Lalande (traducteur), Elle n'en pense pas un mot [« The Franchise Affair »], Paris, J'ai lu, coll. « J'ai lu policier no 35 », 1965, 256 p. (BNF 33190806)
- (fr) Josephine Tey (auteur) et Germaine Lalande (traducteur), Elle n'en pense pas un mot [« The Franchise Affair »], Paris, Librairie des Champs-Élysées, coll. « Le Masque. Les Maîtres du roman policier no 1743 », 1984, 187 p. (ISBN 2-7024-1497-4, BNF 34751019)
- (fr) Josephine Tey (auteur), Germaine Lalande (traducteur) et Natalie Beunat (traducteur (révision)), Elle n'en pense pas un mot [« The Franchise Affair »], Paris, 10/18, coll. « Grands Détectives no 4995 », 2015, 212 p. (ISBN 978-2-264-06061-7, BNF 44484242)

## Adaptations

### Au cinéma
- 1951 : The Franchise Affair, film britannique de Lawrence Huntington avec Michael Denison, Dulcie Gray et Anthony Nicholls

### À la télévision
- 1958 : The Franchise Affair, épisode 3, saison 3 de la série télévisée britannique Armchair Theatre, réalisé par Wilfres Eades avec Alec Clunes, Martita Hunt et Gwen Watford
- 1962 : The Franchise Affair, téléfilm britannique de Mervyn Pinfield avec Michael Aldridge, Gladys Boot et Donald Conlon
- 1988 : The Franchise Affair, téléfilm britannique de Leonard Lewis avec Patrick Malahide, Joanna McCallum et Rosalie Crutchley